# Зелтерс (Вестервалд)
Зелтерс (њем. Selters) град је у њемачкој савезној држави Рајна-Палатинат. Једно је од 192 општинска средишта округа Вестервалд. Према процјени из 2010. у граду је живјело 2.744 становника. Посједује регионалну шифру (AGS) 7143067.

## Географски и демографски подаци
Зелтерс се налази у савезној држави Рајна-Палатинат у округу Вестервалд. Град се налази на надморској висини од 248 метара. Површина општине износи 8,7 km². У самом граду је, према процјени из 2010. године, живјело 2.744 становника. Просјечна густина становништва износи 315 становника/km².